# WebP

Logo

WebP este un format de fișier imagine dezvoltat de Google, menit să înlocuiască formatele de fișiere JPEG, PNG și GIF. Acceptă atât compresia cu pierderi, cât și fără pierderi, precum și animația și transparența alfa.
Google a anunțat formatul WebP în septembrie 2010 și a lansat prima versiune stabilă a bibliotecii sale de suport în aprilie 2018.